# Джалали, Али Ахмад
Али Ахмад Джалали (дари علی احمد جلالی, род. 1940, Кабул) — афганский политик, дипломат и ученый. Занимал пост министра внутренних дел Афганистана с 28 января 2003 года по 27 сентября 2005 года. Посол Исламской Республики Афганистан в Германии (5 января 2017 — 31 октября 2018).
Был заслуженным профессором Центра стратегических исследований Ближнего Востока и Южной Азии (NESA) при Национальном университете обороны в Вашингтоне, округ Колумбия.

## Биография

### Ранняя жизнь и образование
Али Ахмад Джалали родился в Кабуле в 1940 или 1944 году, в семье профессора Дж. Джелани Джалали. По национальности пуштун. Отец Али Ахмада был вовлечен в политику и СМИ большую часть своей жизни, более 20 лет он работал в «Голосе Америки», в Афганистане, Южной и Центральной Азии, а также на Ближнем Востоке. В этом СМИ он занимал должности директора проекта афганской радиосети и руководителя служб дари и пушту.

### Военная и политическая карьера
Джалали — полковник в отставке Афганской национальной армии и главный военный планировщик афганского сопротивления после советского вторжения в Афганистан. Учился в высших командно-штабных колледжах в Афганистане, США, Великобритании и России, также выступал в качестве лектора.
На посту министра внутренних дел пост-талибского Афганистана Джалали сформировал обученные силы из 50 000 сотрудников Афганской национальной полиции (АНП) и 12 000 пограничников для эффективной борьбы с наркотиками, терроризмом, а также для проведения уголовных расследований в целях борьбы с организованной преступностью и незаконным пересечением границы. Успешно руководил общенациональными операциями по защите конституционного большого собрания (Лойя-джирга) в 2003 году, общенациональной кампанией по регистрации избирателей и президентскими выборами 2004 года, а также парламентскими выборами в 2005 году.
До вступления в должность министра внутренних дел, Джалали занимал руководящие должности в сфере вещания в «Голосе Америки» в Вашингтоне, с 1982 по 2003 год. В эти годы он руководил передачами на пушту, дари и персидском языках в Афганистане, Иране и Средней Азии. Как журналист, он освещал войну в Афганистане (с 1982 по 1993 год) и постсоветскую Среднюю Азию (с 1993 по 2000 год).
Во время службы в армии Афганистана в 1961—1981 годах Джалали занимал командные, штабные и образовательные должности. Военную карьеру закончил в звании полковника.
С 1987 года Джалали  является гражданином США и проживает в штате Мэриленд. В январе 2003 года оставил свою работу телеведущего в «Голосе Америки», став министром внутренних дел Афганистана. На этом посту Джалали заменил Тадж Мохаммада Вардака в январе 2003 года.
В январе 2009 года в статье Ахмада Маджидьяра из Американского института предпринимательства, Джалали был включен в список возможных кандидатов на президентских выборах в Афганистане. Однако, согласно главе третьей статьи шестьдесят второй Конституции Афганистана, быть президентом Афганистана должен гражданин Афганистана. Поскольку Афганистан не подписывал никаких соглашений о двойном гражданстве, Джалали было необходимо отказаться от гражданства США и получить афганское гражданство, прежде чем претендовать на должность. Джалали не отказался от гражданства США и не был внесён в избирательный бюллетень в августе 2009 года.
Согласно некоторым источникам, 15 августа 2021 года, на фоне краха поддерживаемого США афганского правительства, Джалали стал лидером временного афганского правительства, контролируемого талибами, однако позже он опроверг эту информацию, назвав её «ложными новостями».